# 조냐 게르하르트
조냐 게르하르트(독일어: Sonja Gerhardt, 1989년 4월 2일~)는 독일의 배우이다.

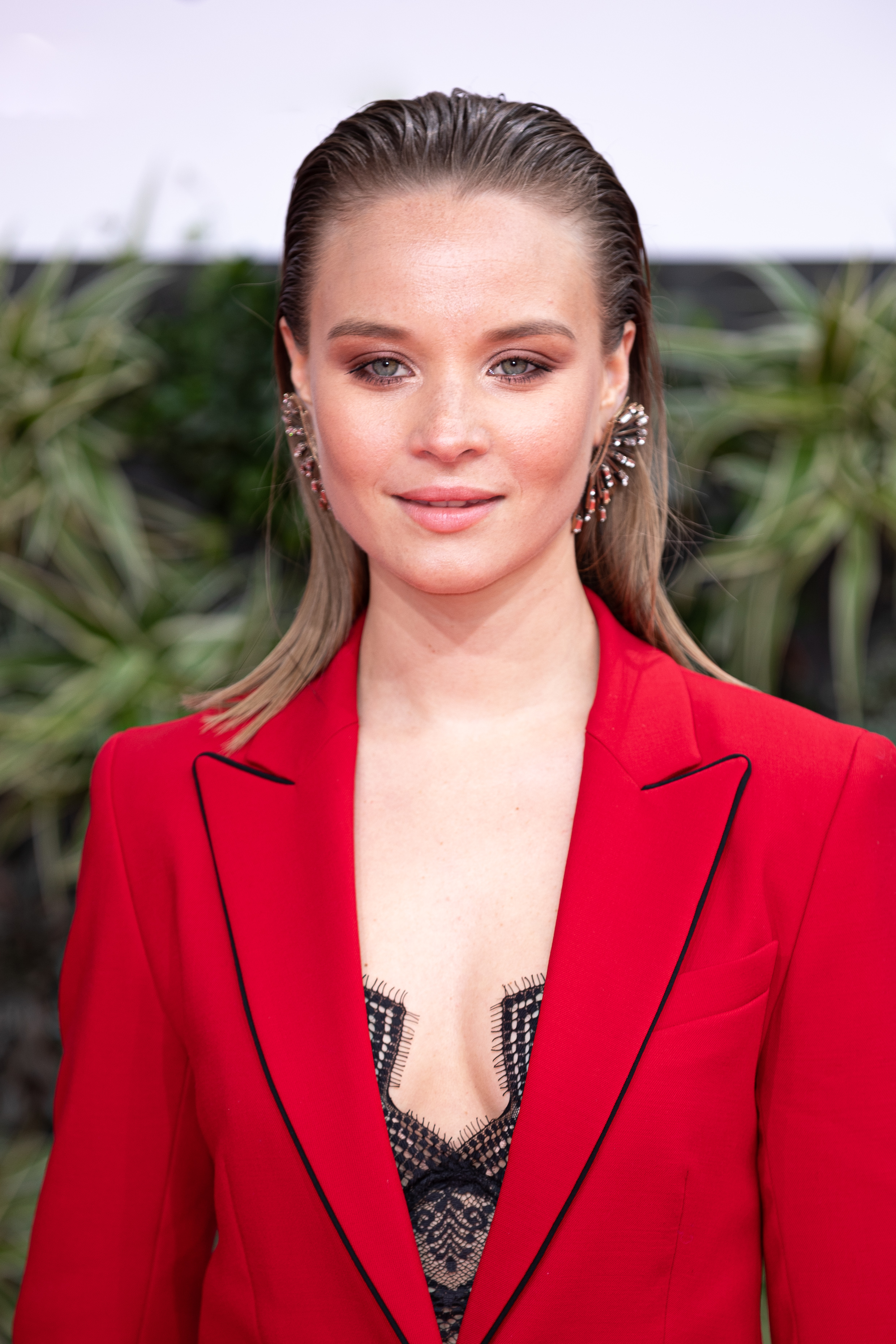
2019년 독일 영화상 시상식 당시의 게르하르트

## 출연 작품
- 데싸우 댄서스 (2014)